# Concordance stratigraphique
On parle de concordance stratigraphique ou simplement de concordance lorsqu'une formation sédimentaire repose normalement sur des couches plus anciennes qui n'ont été ni plissées ni basculées antérieurement par suite d'une activité tectonique, même si une lacune existe entre les deux ensembles. 
On utilise aussi le même vocable, mais sans le qualificatif stratigraphique, pour désigner le parallélisme qui peut exister entre des formations éruptives et des couches sédimentaires. Ainsi, les sills sont en concordance avec les strates qui les renferment. 
Le terme antinomique de concordance est « discordance ».